# Ballance
Pour les articles homonymes, voir Ballance (homonymie).
 (octobre 2014).
Si vous disposez d'ouvrages ou d'articles de référence ou si vous connaissez des sites web de qualité traitant du thème abordé ici, merci de compléter l'article en donnant les références utiles à sa vérifiabilité et en les liant à la section « Notes et références ».
Ballance est un jeu vidéo de parcours de balle (skyball) dans lequel une balle doit parcourir un trajet ponctué d'obstacles.

## Principe du jeu
Le joueur manipule une boule qu'il doit amener d'un point de départ vers un point d'arrivée. Le jeu est divisé en 12 niveaux. Le joueur commence avec un quota de points et de vie. Dans un univers en 3d, le joueur manipule la boule à l'aide des touches haut, bas, droit et gauche de son clavier. Le parcours entre le point de départ et le point d'arrivée est entouré de vide (le jeu se déroule en altitude). Une chute fait perdre des vies. Il est également constitué d'énigmes, de plates formes en tout genres et d'obstacles.
La boule que le joueur dirige peut être de trois types de matériau différents : en papier, en pierre, et en bois.
- La boule en papier est légère et rapide. Au contact d'un ventilateur, elle s'envole et le joueur peut la contrôler brièvement dans l'air. Néanmoins, son contrôle est peu évident, la boule n'étant pas complètement lisse, elle ne roule pas droit.
- La boule en pierre est lourde : elle peut déplacer ou pousser des boites, ponts et autres leviers. Son contrôle peut s'avérer complexe. En effet, elle va moins vite que les autres sur les courtes distances et ne peut pas monter des pentes trop raides.

- La boule en bois est maniable tout comme pratique, c'est la boule la plus facile et la plus agréable à manier. C'est un compromis entre la boule en pierre et la boule en papier, bien qu'elle ne puisse pas voler ni pousser d'objets lourds.

### Chronométrage/Scores
Le jeu est chronométré grâce à un système de points. On commence un niveau avec un quota de 1000 points. Le compteur défile faisant perdre les points. Tout au long du jeu, des points supplémentaires sont disponibles, parfois complexes à attraper. Ils sont représentés sous la forme d'atomes de type Modèle de Bohr. Le chronomètre n'est donc pas éliminatoire s'il tombe à zéro, il est là pour juger le score du joueur qui pourra figurer dans une liste des 10 meilleurs scores. Une vie rapporte 200 points supplémentaires additionnés au total.